# 1628 en France
Chronologie de la France
- 1624
- 1625
- 1626
- 1627
- 1628
- 1629
- 1630
- 1631
- 1632

## Événements
- Mars : un édit crée dix sièges d’élection financière en Dauphiné. En juin, les États provinciaux du Dauphiné sont suspendus[1].
- 11-19 mai : la flotte anglaise de lord Denbigh paraît devant La Rochelle[2].

- 22 mai : procession à Autun pour obtenir la cessation de la peste[3]. L’épidémie atteint la Bourgogne : Cosne, Autun, Santenay, Demigny, Chalon, Beaune, Nuits, Dijon sont touchées[4] . Les villes tentent de se préserver en fermant leur porte, en chassant les vagabonds, en enfermant les malades dans des lazarets en dehors des murs. Les villes contaminées sont vite désertées jusqu’à l’hiver.
- Mai : la peste ravage le Rouergue (1628-1632). Venue de Figeac, elle atteint Sauveterre en mai, puis Villefranche (juin-juillet)[5]. Elle atteint Rodez le 6 février 1630[6].
- 12 juin : peste à Villecomtal en Rouergue[4].
- 17 juin : l’assemblée du clergé réunie à Fontenay-le-Comte accorde au roi un « don gratuit » de trois millions de livres[7]
- 20 juin : peste à Cahors (fin le 7 juin 1629)[8].

- 2 juillet : la peste atteint Aurillac en Haute-Auvergne (fin en janvier 1629)[9].

- 19 août : début d’une épidémie de peste à Toulouse qui fait au moins 10 000 morts sur 50 000 habitants (fin en 1633)[10].
- 22 août : les Consuls de Lyon prennent des mesures contre la peste[11]. Elle se répand dans le sud de la France[12].

- 28 septembre-4 octobre : une nouvelle flotte anglaise commandée par Lord Lindsey se présente à La Rochelle puis se retire après un duel d’artillerie[13].
- 29 septembre : Claude Bouthillier, seigneur de Pont-sur-Seine, devient secrétaire d’État (fin en 1632)[14].

- 29 octobre : reddition des Rochelais, conduit par l’ancien amiral Jean Guiton, maire de la ville, après 15 mois de siège[13]. La ville perd ses remparts et ses libertés mais la franchise du culte protestant y est maintenue.

- 16 novembre : les jésuites sont autorisés à s’établir à La Rochelle[15].

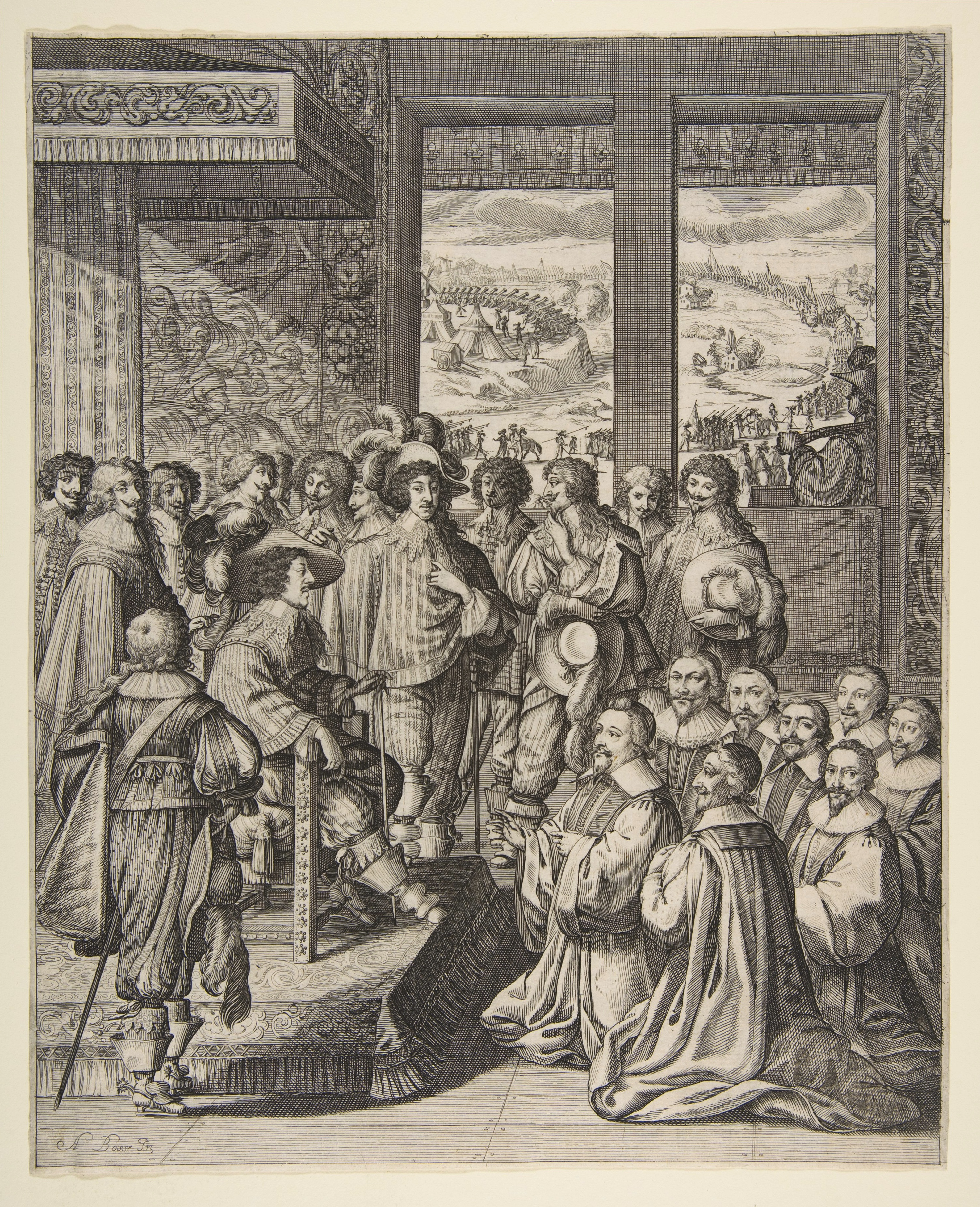
Louis XIII écoute la harangue du prévôt des Marchands de Paris, le samedi 23 décembre 1628, gravure de Abraham Bosse.

- 26 décembre : Grand Conseil réuni par le roi pour examiner les affaires d’Italie. Deux partis s’opposent : Richelieu, Schomberg et les secrétaires d’État, favorables à une intervention immédiate pour régler la succession de Mantoue ; Bérulle, Marillac et Marie de Médicis opposés au conflit avec l’Espagne. Le roi tranche en faveur de la guerre[16].